# Платон (Малиновський)
Павло Малиновський (чернече ім'я Платон; *наприкінці XVII ст. — †25 червня 1751, Москва) — український церковний діяч, педагог, богослов. Вихованець Києво-Могилянської академії. Перший ректор Харківського Колегіуму.  
Єпископ РПЦ (безпатріаршої). 
Жертва антицерковних переслідувань у Російській імперії.

## Біографія
Народився в одній із сотень Чернігівського полку Війська Запорозького Городового. Освіту здобув у Київській духовній академії.
З 1722 року  префект Київської духовної академії.
1724 р. — залишив Гетьманщину, переведений на посаду префекта в Московську Слов'яно-греко-латинську академію.
15 березня 1727 р. — звільнений через хворобу до Києво-Печерської Лаври.
1729 р. — призначений ректором нововідкритого Харківського Колегіуму і архімандритом Харківського Курязького монастиря.
1730 р. — призначений архимандритом Києво-Печерським.
14 квітня 1731 р. — переміщений настоятелем Костромського Іпатіївського монастиря.
21 липня 1730 р. — призначений членом Святійшого Синоду.
У цей час, у важку пору боротьби двох духовних партій, на чолі однієї з яких стояв архієпископ Феофан Прокопович, архімандрит Платон, був противником Прокоповича. За захист книги «Камінь віри» був 12 серпня 1731 р. — заарештований і відданий суду таємної канцелярії, неодноразово підданий тілесним катуванням.
13 грудня 1738 р. — позбавлений сану і чернецтва та з мирським ім'ям Павло засланий в Камчатку на довічне перебування.
Місцевий преосвященний Інокентій Нерунович зробив його вчителем своєї архієрейської школи, і коли вступила на престол імператриця Єлизавета Петрівна, клопотав про повернення йому сану. Святійший Синод, на підставі маніфесту про невинно-засланців, повернув Платону сан архімандрита і постановив призначити його настоятелем одного із московських монастирів. Але Платон наполіг на поверненні на Гетьманщину, де оселився у Києво-Печерському монастирі.
Після коронації 19 вересня 1742 р. — в Успенському соборі Москви, хіротонізований у єпископа Сарського і Подонського (Крутицького), на щойно звільнене місце архієпископа Леоніда, який пішов 1 вересня на спокій.
1744 р. — преосвященний Платон був призначений членом Синоду і отримав сан архієпископа. Залишаючись в Москві, був ключовим членом Святійшого Синоду і керував Московською єпархією, оскільки ця кафедра після смерті владики Йосифа Волчанського була без єпископа.
21 березня 1748 р. — Платон був призначений архієпископом Московським і Володимирським; 16 травня для нього встановлений був титул архієпископа «Московського і Севського».
У 1751 році був викликаний до Петербурга для присутності в Синоді.
В єпархіальній історії преосвященний запам'ятався: - виділенням власного єпархіального управління з колишнього патріаршого, потім синодального управління у Москві; - він заснував єпархіальну кафедру в Чудовому монастирі; - вивів з синодального будинку єпархіальну консисторію; - увів іподияконів, окремих від синодальних, поклав початок своєму архієрейському Чудовському хору (який отримав чималу популярність); - призначив особливих духівників, екзаменаторів, ставлеників тощо
Його правління московською єпархією ознаменовано облаштуванням церковних будинків для причтів, скасуванням тілесних покарань для паламарів, установою посади благочинних.
Преосвященний, за відгуком історика Московського єпархіального управління, був покровителем духовної освіти, захисником духовенства від, настільки звичайних у той час, утисків сильних і знатних людей, ревнителем швидкого і справедливого суду.
Помер о першій годині ранку 26 червня 1754 р. — і похований у Михайло-Архангельській церкві Чудового монастиря.
Після його смерті залишилося тільки 20 рублів, і ті, за його заповітом, було роздано бідним.

## Праці
- Слово в неделю вторую по сошестии св. Духа. М., 1742.
- Два слова на тезоименитство императрицы Елизаветы Петровны. М., 1744 и М., 1746.
- Два слова на день рождения Елизаветы. М., 1745, М., 1752.
- Слово на день восшествияЕлизаветы на престол. М., 1747.
- Письмо с отказом от архиерейства (напеч. в ст. Чистовича Феофан Прокопович).
- [Сокращенная христианская богословия] (учебное руководство для древней академии). На 5 сентября. М., 1746.